# Antécédents familiaux
 (janvier 2016).
Si vous disposez d'ouvrages ou d'articles de référence ou si vous connaissez des sites web de qualité traitant du thème abordé ici, merci de compléter l'article en donnant les références utiles à sa vérifiabilité et en les liant à la section « Notes et références ».
 (novembre 2017).
En médecine, les antécédents familiaux consistent en des informations au sujet de troubles dont ont souffert des parents directs du patient.
L'exploration des antécédents familiaux fait partie de tout examen clinique et complète l'anamnèse.
Cette recherche des antécédents familiaux est utile pour plusieurs raisons :
- Certains maladies sont transmises selon les lois de la génétique (par exemple la chorée de Huntington affecte 50 % des enfants des patients atteints) ;
- La présence de certaines maladies chez les parents peut accroître statistiquement le risque chez les descendants même s'il n'y a pas de facteur génétique connu à ce jour ;
- Certains comportements des ascendants peuvent avoir un impact sur les descendants : comportement alimentaire, exposition à la fumée du tabac, etc.

L'histoire familiale peut cependant se révéler imprécise, par exemple en cas d'adoption, de naissance d'enfant illégitime, de doute sur le diagnostic réel des ascendants, de perte de contact entre les membres de la famille.
La réalisation d'un arbre génétique par le médecin est parfois nécessaire.

## Conséquences
Tous les antécédents familiaux n'impliquent pas de cause génétique. Si différents membres d'une même famille ont été exposés à la même toxine, ils peuvent développer des symptômes similaires sans cause génétique.
Si un patient à un lien de famille fort avec un trouble particulier (ou un groupe de troubles), cela va généralement amener à faciliter le diagnostic.
Dans les maladies avec un ancêtre connu comme étant malade de celle-ci, beaucoup de gens en bonne santé passent maintenant des tests tôt pour prévenir les symptômes de proliférer. Ça a été prouvé dans le cas d'une mucoviscidose, d'une hémochromatose et également dans le cas d'autres troubles.

## Source
- (en) Rich EC, Burke W, Heaton CJ, Haga S, Pinsky L, Short MP, Acheson L. Reconsidering the family history in primary care. J Gen Intern Med 2004;19:273-80. PMID 15009784.